# ألفرد كواك
ألفرد كواك
بالأنكليزية : Alfred J. Kwak ، باليابانية : (あひるのクワック Ahiru no Quack)
هو مسلسل كرتوني ياباني أنتج في عام 1989 وأخرجه هيروشي سايتو وكتبه هيرمان فان فين .

## قصة المسلسل
ولد آلفرد كواك كإبن في عائلة مكونة من الأب جون سبستيان والأم أنا كواك. بعد ولادته بفترة من الزمن يموت جميع أفراد عائلته في حادث سير مأساوي. بعدها يتولى رعاية ألفريد الصغير صديق العائلة الخلد الطيب السيد هانك فيخوضان معا مغامرات شيقة ولطيفة يمران خلالها بالكثير من التجارب والخبرات الجديدة.
يتناول المسلسل بشكل أساسي المشاكل الاجتماعية المختلفة وكذلك المشاكل السياسية والهدف الرئيس من هذه المشاكل التي تمر بها الشخصية الرئيسية وأصدقائها هو غرس القيم والأخلاق الحميدة في نفوس مشاهديها الصغار كالصداقة والتعاون والتعايش مع الغير في جو من الألفة والمحبة .

## الشخصيات الرئيسية
ألفرد
عاش فرخ البط هذا طفولة سعيدة في كنف والديه واخوته حتى رحلوا جميعا في حادث سير فتبناه السيد هانك صديق العائلة.
دولف
هو العدو اللدود لألفرد وهو ابن لوالدان هما في الحقيقة غراب والطائر الأسود .
هانك
وهو الخلد الطيب صديق العائلة قام بتبني ألفرد بعد رحيل عائلته.
ويني
هي بطة سوداء وصديقة قريبة لألفريد.
البروفيسور بالاجاس
وهو دب قطبي يمتلك في عقله الكثير ليخترعه!
أولي
طائر اللقلق والصديق العزيز لألفريد وهو زميله في المدرسة.
بيكي
وهو طائر تجمعه علاقة صداقة مع ألفريد وهو زميله في الصف.
فرانز فيرديناند
أسد وملك بلدة جروت واترلاند التي يعيش فيها ألفريد، وهو ملك طيب القلب ولا يهتم كثيرا بالسياسة!
عدد الحلقات : 52 مقسمه على جزئين في كل منهما 26 حلقة.

## عناوين الحلقات
| 1. ألفريد يظهر للحياة. 2. عيد ميلاد ألفريد الأول. 3. ياقوتة التاج. 4. والدي هو هانك. 5. سر دولف. 6. السباق الكبير. 7. كشافو البحر (الجزء الأول). 8. كشافو البحر (الجزء الثاني). 9. الزجاجة الغريبة. 10. السجادة الطائرة. 11. ألفريد ينضم للسيرك. 12. مغامرة ألفريد في الشطرنج. 13. الملكة تفقد تاجها. 14. هيا نعثر على سمكة المنشار. 15. رحلة ألفريد البحرية الخطرة. 16. البحث عن الحيتان. 17. زوار من الفضاء الخارجي. 18. الصليب الشمالي. 19. البحر لنا جميعا. 20. ألفريد وحلم الصحراء. 21. الملك يأخذ قرضا. 22. دولف هو العدالة. 23. الهرب من جماعة الغربان. 24. الأمبراطور دولف الأول. 25. انحدار وسقوط الأمبراطور دولف. 26. رجل الثلج البغيض . | 1. حب من النظرة الأولى. 2. هدية من الملك. 3. رحلة إلى الأعماق. 4. جزيرة السلحفاة. 5. التنقيب عن النفط. 6. لقد جاءوا إلى اتلانتس. 7. قتال بالسلاح عند معبد الصخرة. 8. أحجية الهرم. 9. المتاهة. 10. درس في الحب الحقيقي. 11. دعوة من الأمير. 12. وحدة الحب. 13. من يريد الزواج بساحرة. 14. المقلاة المسروقة. 15. انفجار البركان. 16. انقذوا التنين. 17. صوتوا لأوللي. 18. دولف يحصل على فرصة. 19. الوباء الغريب. 20. المهرج على القمر. 21. الكمان السحري. 22. ماذا عن لعبة جولف. 23. البحث عن قوس المطر. 24. إناء الذهب. 25. غابات الوقود ؟. 26. وقفة دولف الأخيرة. |

## أغنية المقدمة
| ألفرد كواك | {{{1}}} | ألفرد كواك |

## أغنية النهاية
| ألفرد كواك | {{{1}}} | ألفرد كواك |

## روابط خارجية
- ألفرد كواك على موقع IMDb (الإنجليزية)
- ألفرد كواك على موقع ميتاكريتيك (الإنجليزية)
- ألفرد كواك على موقع فيلمافينيتي (الإسبانية)
- ألفرد كواك على موقع كينوبويسك (الروسية)
- ألفرد كواك على موقع ألو سيني (الفرنسية)
- ألفرد كواك على موقع قاعدة بيانات الفيلم (الإنجليزية)
- ألفرد كواك على موقع ANN anime (الإنجليزية)